# Ащън Къчър
Кристофър Ащън Къчър (на английски: Christopher Ashton Kutcher) (английско произношение: /ˈkʊtʃər/) е американски актьор, продуцент, бивш фотомодел и комик, известен с ролята си на Майкъл Келсо в сериала „Шеметни години“ и ролята си на главен актьор в последните сезони на предаването, Уолдън Шмид в сериала "Двама Мъже и Половина".
Създател и продуцент е на „Прецакването“, играе главните роли в холивудските филми „Пич, къде ми е колата“, „Бракувани“, „Ефектът на пеперудата“, „Спасителен отряд“ и „Да си остане във Вегас“. Той е продуцент и съавтор на свръхестественото телевизионно шоу Room 401 и телевизионно риалити шоу Beauty and the Geek. 

## Ранен живот
Къчър е роден в Сидър Рапидс, Айова. Той е син на Даян (по баща Финеган), служителка в Procter & Gamble, и Лари М. Къчър, работник във фабрика. Баща му е от чешки произход (Бохемия), а майка му е от ирландско, германско и чешко потекло. Къчър е израснал в консервативно католическо семейство, с една по-голяма сестра Tausha, и разнояйчен брат близнак Майкъл, който претърпява трансплантация на сърце, когато братята са малки деца. Братът близнак на Къчър има церебрална парализа и е говорител на застъпническата организация „Reaching for the Stars“.

## Филмография
- 1998 – 2006: Шеметни години (That '70s Show)
- 1999: Скоро (Coming Soon)
- 2000: Завинаги с теб (Down to You)
- 2000: Пич, къде ми е колата? (Dude, Where's My Car?)
- 2001: Тексаски рейнджъри (Texas Rangers)
- 2003: Бракувани (Just Married)
- 2003: Дъщерята на шефа (My Boss's Daughter)
- 2003: Деца на килограм (Cheaper by the Dozen)
- 2004: Ефектът на пеперудата (The Butterfly Effect)
- 2005: Познай кой (Guess Who)
- 2005: Почти любов (A Lot Like Love)
- 2006: Боби (Bobby)
- 2006: Спасителен отряд (The Guardian)
- 2006: Ловен сезон (Open Season) (озвучаване)
- 2008: Да си остане във Вегас (What Happens in Vegas)
- 2009: Професия жиголо (Spread)
- 2010: Свети валентин (Valentine's day)
- 2010: Убийци (Killers)
- 2011: Просто секс (No Strings Attached)
- 2011: Новогодишна нощ (New year's eve)
- 2011 – 2015: Двама мъже и половина (Two and a Half Men)
- 2013: Джобс (Jobs) в ролята на Стив Джобс
- 2014: Ани (Annie)
- 2016: Семейният тип (Family Guy)
- 2016 – 2018: Ранчото (The Ranch)

Сценарист и водещ на телевизионно шоу тип „скрита камера“ – Punk'd, от програмата на MTV.

## Цитати
1. ↑  people.com
2. ↑  www.nickiswift.com
3. ↑  Ashton Kutcher //   Fox19. Fox.  Архивиран от оригинала на 2011-09-27. Посетен на 19 май 2011.
4. ↑  Ashton Kutcher Biography //   Filmreference.com. Посетен на 29 октомври 2008.
5. ↑  Interview With Ashton Kutcher – Part 2 //   America's Intelligence Wire, 6 септември 2006. Посетен на 29 октомври 2008.
6. ↑  Stated on The Tonight Show with Jay Leno, 12 август 2003
7. ↑   www.lobdellkrotzgenealogy.com, архив на оригинала от 5 септември 2012, https://archive.is/20120905010156/http://www.lobdellkrotzgenealogy.com/pedigree.php?personID=I92403&tree=lobdellnovy, посетен на 4 март 2012
8. ↑  „Living The Dream – The Making of Spread“ (Commentary with Ashton Kutcher saying; „I'm from the Mid West. I'm from a Catholic family, from a relatively conservative environment.“), Spread on DVD, Katalyst Films, 2009.
9. ↑  tv.yahoo.com